# تيم بورتون
تيم بورتون (بالإنجليزية: Tim Burton)‏ هو عازف ساكسفون أمريكي، ولد في 1964.

## وصلات خارجية
- تيم بورتون على موقع IMDb (الإنجليزية)
- تيم بورتون على موقع ميوزك برينز (الإنجليزية)
- تيم بورتون على موقع ديسكوغز (الإنجليزية)